# Tour de Ski 2023-2024
Navigation
Édition précédente Édition suivante
La 18e édition du Tour de Ski se déroule du 30 décembre 2023 au 7 janvier 2024. Cette compétition, intégrée à la coupe du monde 2023-2024, est organisée par la Fédération internationale de ski. L'épreuve comprend sept étapes constituant un parcours entamé à Toblach en Italie, avant de faire étape à Davos, en Suisse et à Val di Fiemme en Italie.
Les tenants du titre sont le Norvégien Johannes Høsflot Klæbo chez les hommes et la Suédoise Frida Karlsson chez les femmes.

## Calendrier
| Étape | Lieu          | Date             | Épreuves                                         | Distance | Distance | Heures de départ | Heures de départ |
| Étape | Lieu          | Date             | Épreuves                                         | Femmes   | Hommes   | Femmes           | Hommes           |
| ----- | ------------- | ---------------- | ------------------------------------------------ | -------- | -------- | ---------------- | ---------------- |
| 1     | Toblach       | 30 décembre 2023 | Sprint - Style Libre                             | 1,4 km   | 1,4 km   | 14 h 30          | 14 h 30          |
| 2     | Toblach       | 31 décembre 2023 | Départ par intervalle - Style Classique          | 10 km    | 10 km    | 12 h 15          | 15 h 00          |
| 3     | Toblach       | 1er janvier 2024 | Poursuite - Style Libre                          | 20 km    | 20 km    | 12 h 30          | 10 h 00          |
| 4     | Davos         | 3 janvier 2024   | Sprint - Style Libre                             | 1,5 km   | 1,5 km   | 17 h 00          | 17 h 00          |
| 5     | Davos         | 4 janvier 2024   | Poursuite - Style Classique                      | 20 km    | 20 km    | 10 h 45          | 13 h 00          |
| 6     | Val di Fiemme | 6 janvier 2024   | Départ en ligne - Style Classique                | 15 km    | 15 km    | 11 h 30          | 15 h 25          |
| 7     | Val di Fiemme | 7 janvier 2024   | Ascension finale : Départ en ligne - Style Libre | 10 km    | 10 km    | 15 h 45          | 14 h 30          |

## Classements

### Classement général
| Pos | Nom                     | Temps             |
| --- | ----------------------- | ----------------- |
| 1   | Harald Østberg Amundsen | 3 h 41 min 21 s 9 |
| 2   | Friedrich Moch          | + 1 min 19 s 2    |
| 3   | Hugo Lapalus            | + 1 min 32 s 8    |
| 4   | Martin Løwstrøm Nyenget | + 1 min 57 s 3    |
| 5   | Beda Klee               | + 2 min 7 s 4     |
| 6   | Erik Valnes             | + 2 min 17 s 7    |
| 7   | Henrik Dønnestad        | + 2 min 41 s 7    |
| 8   | Jens Burman             | + 3 min 5 s 4     |
| 9   | Jules Lapierre          | + 3 min 53 s 8    |
| 10  | Mika Vermeulen          | + 3 min 56 s 6    |

| Pos | Nom               | Temps             |
| --- | ----------------- | ----------------- |
| 1   | Jessica Diggins   | 4 h 13 min 19 s 0 |
| 2   | Heidi Weng        | + 31 s 6          |
| 3   | Kerttu Niskanen   | + 39 s 7          |
| 4   | Frida Karlsson    | + 1 min 17 s 4    |
| 5   | Jonna Sundling    | + 1 min 47 s 9    |
| 6   | Linn Svahn        | + 2 min 6 s 3     |
| 7   | Krista Pärmäkoski | + 2 min 8 s 6     |
| 8   | Patrīcija Eiduka  | + 2 min 23 s 5    |
| 9   | Victoria Carl     | + 2 min 39 s 9    |
| 10  | Delphine Claudel  | + 2 min 41 s 2    |

### Classement des sprints
| Pos | Nom                     | Points |
| --- | ----------------------- | ------ |
| 1   | Lucas Chanavat          | 80     |
| 2   | Jules Chappaz           | 59     |
| 3   | Edvin Anger             | 54     |
| 4   | Erik Valnes             | 51     |
| 5   | Harald Østberg Amundsen | 47     |
| 6   | Antoine Cyr             | 42     |
| 7   | Mika Vermeulen          | 27     |
| 8   | Martin Løwstrøm Nyenget | 19     |
| 9   | Håvard Solås Taugbøl    | 17     |
| 10  | Matz William Jenssen    | 17     |

| Pos | Nom              | Points |
| --- | ---------------- | ------ |
| 1   | Linn Svahn       | 71     |
| 2   | Jessica Diggins  | 62     |
| 3   | Lotta Udnes Weng | 55     |
| 4   | Jonna Sundling   | 48     |
| 5   | Katharina Hennig | 35     |
| 6   | Kerttu Niskanen  | 34     |
| 7   | Teresa Stadlober | 33     |
| 8   | Heidi Weng       | 32     |
| 9   | Victoria Carl    | 22     |
| 10  | Emma Ribom       | 22     |

## Détail des étapes

### Étape 1
30 décembre 2023, Toblach, Italie
- Les 30 sprinters qualifiés pour les 1/4 de finale bénéficient d'un bonus en secondes réparti comme suit :
  - Finale : 60–54–48–46–44–42
  - Demi-finale : 32–30–28–26–24–22
  - Quart de finale : 10–10–10–8–8–8–8–8–6–6–6–6–6–4–4–4–4–4

| Pos | Nom                     | Temps         | BS |
| --- | ----------------------- | ------------- | -- |
| 1   | Lucas Chanavat          | 2 min 35 s 75 | 60 |
| 2   | Jules Chappaz           | + 0 s 22      | 54 |
| 3   | Ben Ogden               | + 0 s 49      | 48 |
| 4   | Erik Valnes             | + 0 s 79      | 46 |
| 5   | Valerio Grond           | + 11 s 54     | 44 |
| 6   | Harald Østberg Amundsen | + 28 s 56     | 42 |

| Pos | Nom                     | Temps        | BS |
| --- | ----------------------- | ------------ | -- |
| 1   | Linn Svahn              | 3 min 1 s 22 | 60 |
| 2   | Jonna Sundling          | + 0 s 07     | 54 |
| 3   | Kristine Stavås Skistad | + 0 s 29     | 48 |
| 4   | Emma Ribom              | + 0 s 52     | 46 |
| 5   | Nadine Fähndrich        | + 1 s 34     | 44 |
| 6   | Johanna Hagström        | + 8 s 75     | 42 |

### Étape 2
31 décembre 2023, Toblach, Italie
| Pos | Nom                     | Temps        |
| --- | ----------------------- | ------------ |
| 1   | Perttu Hyvärinen        | 23 min 8 s 6 |
| 2   | Erik Valnes             | + 16 s 2     |
| 3   | Harald Østberg Amundsen | + 17 s 2     |
| 4   | Jens Burman             | + 27 s 4     |
| 5   | William Poromaa         | + 40 s 4     |
| 6   | Beda Klee               | + 42 s 9     |
| 7   | Friedrich Moch          | + 44 s 6     |
| 8   | Martin Løwstrøm Nyenget | + 45 s 8     |
| 9   | Ben Ogden               | + 46 s 2     |
| 10  | Hugo Lapalus            | + 51 s 6     |

| Pos | Nom               | Temps         |
| --- | ----------------- | ------------- |
| 1   | Kerttu Niskanen   | 25 min 48 s 0 |
| 2   | Victoria Carl     | + 6 s 7       |
| 3   | Jessica Diggins   | + 10 s 7      |
| 4   | Rosie Brennan     | + 15 s 2      |
| 5   | Katharina Hennig  | + 29 s 0      |
| 6   | Heidi Weng        | + 40 s 8      |
| 7   | Krista Pärmäkoski | + 43 s 4      |
| 8   | Astrid Øyre Slind | + 45 s 5      |
| 9   | Linn Svahn        | + 52 s 3      |
| 10  | Teresa Stadlober  | + 53 s 2      |

### Étape 3
1er janvier 2024, Toblach, Italie
- Les listes de départ de la poursuite sont basées sur le classement général après deux étapes. En effet, les différences d'arrivée à l'étape 3 sont prises en compte dans le classement général après l'étape 3.

| Pos | Nom                     | Temps         |
| --- | ----------------------- | ------------- |
| 1   | Harald Østberg Amundsen | 52 min 38 s 0 |
| 2   | Erik Valnes             | + 32 s 9      |
| 3   | Jan Thomas Jenssen      | + 1 min 4 s 6 |
| 4   | William Poromaa         | + 1 min 4 s 9 |
| 5   | Martin Løwstrøm Nyenget | + 1 min 4 s 9 |
| 6   | Friedrich Moch          | + 1 min 5 s 5 |
| 7   | Beda Klee               | + 1 min 6 s 3 |
| 8   | Hugo Lapalus            | + 1 min 6 s 3 |
| 9   | Federico Pellegrino     | + 1 min 8 s 8 |
| 10  | Gus Schumacher          | + 1 min 9 s 2 |

| Pos | Nom               | Temps          |
| --- | ----------------- | -------------- |
| 1   | Jessica Diggins   | 58 min 18 s 7  |
| 2   | Victoria Carl     | + 46 s 5       |
| 3   | Linn Svahn        | + 48 s 2       |
| 4   | Jonna Sundling    | + 48 s 2       |
| 5   | Astrid Øyre Slind | + 49 s 6       |
| 6   | Heidi Weng        | + 51 s 7       |
| 7   | Frida Karlsson    | + 52 s 5       |
| 8   | Kerttu Niskanen   | + 52 s 6       |
| 9   | Emma Ribom        | + 55 s 7       |
| 10  | Krista Pärmäkoski | + 1 min 18 s 0 |

### Étape 4
3 janvier 2024, Davos, Suisse
- Les 30 sprinters qualifiés pour les 1/4 de finale bénéficient d'un bonus en secondes réparti comme suit :
  - Finale : 60–54–48–46–44–42
  - Demi-finale : 32–30–28–26–24–22
  - Quart de finale : 10–10–10–8–8–8–8–8–6–6–6–6–6–4–4–4–4–4

| Pos | Nom                  | Temps         | BS |
| --- | -------------------- | ------------- | -- |
| 1   | Lucas Chanavat       | 2 min 15 s 07 | 60 |
| 2   | Edvin Anger          | + 0 s 25      | 54 |
| 3   | Federico Pellegrino  | + 0 s 44      | 48 |
| 4   | Gus Schumacher       | + 2 s 06      | 46 |
| 5   | Håvard Solås Taugbøl | + 2 s 53      | 44 |
| 6   | Matz William Jenssen | + 2 s 54      | 42 |

| Pos | Nom                     | Temps         | BS |
| --- | ----------------------- | ------------- | -- |
| 1   | Linn Svahn              | 2 min 32 s 35 | 60 |
| 2   | Kristine Stavås Skistad | + 1 s 30      | 54 |
| 3   | Jessica Diggins         | + 1 s 73      | 48 |
| 4   | Maja Dahlqvist          | + 3 s 06      | 46 |
| 5   | Johanna Hagström        | + 3 s 59      | 44 |
| 6   | Mathilde Myhrvold       | + 3 s 91      | 42 |

### Étape 5
4 janvier 2024, Davos, Suisse
- Les listes de départ de la poursuite sont basées sur les résultats de l'étape 4. En fait, le classement général après l'étape 5 est basé sur les résultats cumulés des étapes 3 et 5.
- Aucune seconde de bonification n'est accordée sur cette étape.

| Pos | Nom                     | Temps          |
| --- | ----------------------- | -------------- |
| 1   | Harald Østberg Amundsen | 57 min 57 s 7  |
| 2   | Henrik Dønnestad        | + 0 s 5        |
| 3   | Martin Løwstrøm Nyenget | + 34 s 6       |
| 4   | Hugo Lapalus            | + 34 s 7       |
| 5   | Friedrich Moch          | + 35 s 7       |
| 6   | Beda Klee               | + 36 s 4       |
| 7   | Antoine Cyr             | + 49 s 6       |
| 8   | Rémi Bourdin            | + 51 s 3       |
| 9   | Pål Golberg             | + 1 min 9 s 0  |
| 10  | Federico Pellegrino     | + 1 min 14 s 1 |

| Pos | Nom                      | Temps            |
| --- | ------------------------ | ---------------- |
| 1   | Kerttu Niskanen          | 1 h 12 min 0 s 7 |
| 2   | Rosie Brennan            | + 0 s 8          |
| 3   | Jessica Diggins          | + 8 s 7          |
| 4   | Jonna Sundling           | + 13 s 2         |
| 5   | Frida Karlsson           | + 13 s 6         |
| 6   | Heidi Weng               | + 13 s 9         |
| 7   | Margrethe Bergane        | + 14 s 4         |
| 8   | Kristin Austgulen Fosnæs | + 15 s 1         |
| 9   | Katharina Hennig         | + 15 s 2         |
| 10  | Kateřina Janatová        | + 16 s 6         |

### Étape 6
6 janvier 2024, Val di Fiemme, Italie
| Pos | Nom                     | Temps         |
| --- | ----------------------- | ------------- |
| 1   | Erik Valnes             | 50 min 50 s 6 |
| 2   | William Poromaa         | + 0 s 9       |
| 3   | Cyril Fähndrich         | + 1 s 1       |
| 4   | Pål Golberg             | + 7 s 0       |
| 5   | Friedrich Moch          | + 7 s 5       |
| 6   | Harald Østberg Amundsen | + 7 s 9       |
| 7   | Calle Halfvarsson       | + 8 s 5       |
| 8   | Hugo Lapalus            | + 8 s 9       |
| 9   | Rémi Bourdin            | + 9 s 2       |
| 10  | Martin Løwstrøm Nyenget | + 9 s 3       |

| Pos | Nom              | Temps         |
| --- | ---------------- | ------------- |
| 1   | Linn Svahn       | 53 min 49 s 7 |
| 2   | Frida Karlsson   | + 0 s 4       |
| 3   | Katharina Hennig | + 1 s 6       |
| 4   | Jonna Sundling   | + 2 s 4       |
| 5   | Teresa Stadlober | + 3 s 0       |
| 6   | Delphine Claudel | + 3 s 8       |
| 7   | Victoria Carl    | + 5 s 2       |
| 8   | Jessica Diggins  | + 5 s 7       |
| 9   | Heidi Weng       | + 7 s 9       |
| 10  | Kerttu Niskanen  | + 8 s 4       |

- Hommes : 1 sprint intermédiaire, secondes de bonification aux 10 premiers skieurs (15-12-10-8-6-5-4-3-2-1) passés au point intermédiaire.
- Femmes : 1 sprint intermédiaire, secondes de bonification aux 10 premières skieuses (15-12-10-8-6-5-4-3-2-1) passées au point intermédiaire.
- Aucune seconde de bonification n'est attribuée à l'arrivée

| Nom                     | Temps |
| ----------------------- | ----- |
| Erik Valnes             | 15    |
| Jens Burman             | 12    |
| Harald Østberg Amundsen | 10    |
| Martin Løwstrøm Nyenget | 8     |
| Beda Klee               | 6     |
| Hugo Lapalus            | 5     |
| Friedrich Moch          | 4     |
| William Poromaa         | 3     |
| Henrik Dønnestad        | 2     |
| Truls Gisselman         | 1     |

| Nom               | Temps |
| ----------------- | ----- |
| Frida Karlsson    | 15    |
| Jonna Sundling    | 12    |
| Linn Svahn        | 10    |
| Victoria Carl     | 8     |
| Jessica Diggins   | 6     |
| Katharina Hennig  | 5     |
| Kerttu Niskanen   | 4     |
| Teresa Stadlober  | 3     |
| Heidi Weng        | 2     |
| Krista Pärmäkoski | 1     |

### Étape 7
7 janvier 2024, Val di Fiemme, Italie
| Pos | Nom                     | Temps          |
| --- | ----------------------- | -------------- |
| 1   | Jules Lapierre          | 33 min 0 s 7   |
| 2   | Friedrich Moch          | + 2 s 4        |
| 3   | Hugo Lapalus            | + 16 s 0       |
| 4   | Mika Vermeulen          | + 27 s 8       |
| 5   | Harald Østberg Amundsen | + 30 s 2       |
| 6   | Martin Løwstrøm Nyenget | + 45 s 5       |
| 7   | Jens Burman             | + 46 s 6       |
| 8   | Beda Klee               | + 46 s 6       |
| 9   | Arsi Ruuskanen          | + 1 min 5 s 9  |
| 10  | Maurice Manificat       | + 1 min 10 s 9 |

| Pos | Nom                      | Temps          |
| --- | ------------------------ | -------------- |
| 1   | Sophia Laukli            | 38 min 16 s 5  |
| 2   | Heidi Weng               | + 17 s 1       |
| 3   | Delphine Claudel         | + 37 s 7       |
| 4   | Kerttu Niskanen          | + 39 s 2       |
| 5   | Patrīcija Eiduka         | + 41 s 0       |
| 6   | Jessica Diggins          | + 48 s 5       |
| 7   | Krista Pärmäkoski        | + 1 min 2 s 1  |
| 8   | Kristin Austgulen Fosnæs | + 1 min 7 s 2  |
| 9   | Katharina Hennig         | + 1 min 12 s 1 |
| 10  | Frida Karlsson           | + 1 min 21 s 9 |

### Résultats officiels
1. ↑  (en) « 18TH TOUR DE SKI MEN : Men's Overall Standing », sur fis-ski.com, 7 janvier 2024 (consulté le 8 janvier 2024).
2. ↑  (en) « 18TH TOUR DE SKI MEN : Women's Overall Standing », sur fis-ski.com, 7 janvier 2024 (consulté le 8 janvier 2024).
3. ↑  (en) « 18TH TOUR DE SKI MEN : Men's Ski Point Standing », sur fis-ski.com, 7 janvier 2024 (consulté le 8 janvier 2024).
4. ↑  (en) « 18TH TOUR DE SKI MEN : Women's Ski Point Standing », sur fis-ski.com, 7 janvier 2024 (consulté le 8 janvier 2024).
5. ↑  (en) « Toblach (ITA) : Men's Sprint Free », sur fis-ski.com, 30 décembre 2023 (consulté le 30 décembre 2023).
6. ↑  (en) « Toblach (ITA) : Women's Sprint Free », sur fis-ski.com, 30 décembre 2023 (consulté le 30 décembre 2023).
7. ↑  (en) « Toblach (ITA) : Men's 10 km Interval Start Classic », sur fis-ski.com, 31 décembre 2023 (consulté le 31 décembre 2023).
8. ↑  (en) « Toblach (ITA) : Women's 10 km Interval Start Classic », sur fis-ski.com, 31 décembre 2023 (consulté le 31 décembre 2023).
9. ↑  (en) « Toblach (ITA) : Men's 20 km Pursuit Free », sur fis-ski.com, 1er janvier 2024 (consulté le 1er janvier 2024).
10. ↑  (en) « Toblach (ITA) : Women's 20 km Pursuit Free », sur fis-ski.com, 1er janvier 2024 (consulté le 1er janvier 2024).
11. ↑  (en) « Davos (SUI) : Men's Sprint Free », sur fis-ski.com, 3 janvier 2024 (consulté le 5 janvier 2024).
12. ↑  (en) « Davos (SUI) : Women's Sprint Free », sur fis-ski.com, 3 janvier 2024 (consulté le 5 janvier 2024).
13. ↑  (en) « Davos (SUI) : Men's 20 km Pursuit Classic », sur fis-ski.com, 4 janvier 2024 (consulté le 5 janvier 2024).
14. ↑  (en) « Davos (SUI) : Women's 20 km Pursuit Classic », sur fis-ski.com, 4 janvier 2024 (consulté le 5 janvier 2024).
15. ↑  (en) « Val di Fiemme (ITA) : Women's 15 km Mass Start Classic », sur fis-ski.com, 6 janvier 2024 (consulté le 7 janvier 2024).
16. ↑  (en) « Val di Fiemme (ITA) : Women's 15 km Mass Start Classic », sur fis-ski.com, 6 janvier 2024 (consulté le 7 janvier 2024).
17. ↑  (en) « Val di Fiemme (ITA) : Men's 10 km Mass Start Free », sur fis-ski.com, 7 janvier 2024 (consulté le 8 janvier 2024).
18. ↑  (en) « Val di Fiemme (ITA) : Women's 10 km Mass Start Free », sur fis-ski.com, 7 janvier 2024 (consulté le 8 janvier 2024).